# 抗日战争联防区旧址
抗日战争联防区旧址，位于中国广东省湛江市雷州市杨家镇扶桥村，为湛江市雷州市的一个市级文物保护单位，类型为近现代重要史迹及代表性建筑，公布时间为1992年12月9日。
抗日战争联防区旧址的历史年代为抗日战争时期。